# Nemetropolitanski okruzi
Nemetropolitanski okruzi, ili kolokvijalno "shire districts",
 su vrsta lokalne samouprave u Engleskoj. Oni su poddioba nemetropolitanskih grofovija i organizirani su kao dvorazinske uprave. Nemetropolitanski okruzi sa statusom općina, poznati su kao boroughs, su one općine koje mogu imenovati gradonačelnika i nazivati se općinskim vijećem (borough council).

## Povijest
U viktorijanskom periodu do 1899. godine Engleska je bila podijeljena u razinama okruga na: ruralne, urbane, općinske, grofovijske općine i metropolitanske općine. Ovaj sustav je ukinut Londonskim zakonom o vladi iz 1963. (London Government Act 1963) i Zakonom o lokalnoj samoupravi iz 1972. (Local Government Act 1972) formirani su nemetropolitanski okruzi, a stvoreni su tim aktom 1974. godine kada je Engleska, osim Velikog Londona, bila podijeljena na općinske i nemetropolitanske grofovije. Metropolitanske grofovije podijeljene su na metropolitanske okruge, a nemetropolitanske grofovije na nemetropolitanske okruge. Metropolitanski okruzi su imali više ovlasti od svojih nemetropolitanskih kolega. U početku je u dvorazinskoj strukturi bilo 296 nemetropolitanskih okruga, no reforme iz 1990-ih i 2009. smanjile su njihov broj na 192. Daljnjih 55 nemetropolitanskih okruga sada su unitarne uprave, koje kombiniraju funkcije grofovija i općina / okružnih vijeća.

## Karakteristike
Većina nemetropolitanskih grofovija ima vijeće grofovija, a također ima i nekoliko okruga, svaki s općinskim vijećem ili vijećem okruga. U tim su slučajevima funkcije lokalne uprave podijeljene između grofovija i okružnih vijeća, do razine na kojoj se mogu najučinkovitije obavljati, kako slijedi:
- Vijeća općina odgovorna su za lokalno planiranje i kontrolu izgradnje,[6] lokalne ceste, stanovanje u društvenim stambenim objektima, održavanje zdravog okoliša, tržnice i sajmovi, prikupljanje i recikliranje otpada, groblja i krematoriji, usluge zabave, parkovi i turizam.
- Vijeća grofovija odgovorna su za vođenje najvećih i najskupljih usluga na razini grofovija poput obrazovanja, socijalnih usluga, knjižnica, glavnih cesta, javnog prijevoza, vatrogasnih službi, Trgovačkih Standarda,[7][8] odlaganja otpada i strateškog planiranja.[9]

## Tabelarni prikaz nadležnosti
| Javna služba          | Nemetropolitanske grofovije | Nemetropolitanski okruzi | Unitarne uprave |
| --------------------- | --------------------------- | ------------------------ | --------------- |
| Obrazovanje           |                             |                          |                 |
| Stambena izgradnja    |                             |                          |                 |
| Planiranje aplikacija |                             |                          |                 |
| Strateško planiranje  |                             |                          |                 |
| Planiranje transporta |                             |                          |                 |
| Prijevoz putnika      |                             |                          |                 |
| Autoceste             |                             |                          |                 |
| Vatrogastvo           |                             |                          |                 |
| Socijalne usluge      |                             |                          |                 |
| Biblioteke            |                             |                          |                 |
| Razonoda i rekreacija |                             |                          |                 |
| Odvoz otpada          |                             |                          |                 |
| Zbrinjavanje otpada   |                             |                          |                 |
| Održavanje okoliša    |                             |                          |                 |
| Prikupljanje prihoda  |                             |                          |                 |

## Status
Mnogo okruga ima status općine, iz čega proizilazi da se lokalno vijeće naziva općinskim vijećem umjesto vijećem okruga a to im daje za pravo da imenuju gradonačelnika. Status Općine (Borough) se dobiva kraljevskom poveljom
 i u mnogim slučajevima, nakon promjene statusa, nastavljaju djelovati na način na način na koji su djelovale vlasti prethodnika, a taj način može sezati stoljećima unatrag. Neke općine poput Oxforda ili Exetera imaju status city-ja, a dodijeljen im je pravnim instrumentom koji se naziva letters patent, (vrsta pravnog instrumenta u obliku objavljene pisane naredbe koju je izdao monarh, predsjednik ili drugi poglavar države), ali to lokalnom vijeću ne daje nikakve dodatne ovlasti osim prava da se naziva vijećem city-ja (city council).
 
Međutim, nije svaki city ili općinsko vijeće nemetropolitanski okrug, mnogi od njih su unitarne uprave, ustvari okruzi koji su ceremonijalni kao dio nemetropolitanske grofovije. Njima ne upravlja vijeće grofovije ili metropolitanskog okruga koji su, pak, pododjeli metropolitanskih grofovija formiranih 1. travnja 1974. na osnovu Zakona o lokalnoj samoupravi iz 1972. godine, ali čija su vijeća ukinuta 1986. provedbom Zakona o lokalnoj samoupravi iz 1985. i zapravo ih time učinile unitarnim upravama sa sličnim ovlastima.